# Jemeppe (Marche-en-Famenne)
Jemeppe est un hameau du village d’Hargimont, dans la province de Luxembourg, en Belgique. Avec Hargimont il fait aujourd’hui administrativement partie de la commune et ville de Marche-en-Famenne (Région wallonne de Belgique).
Jemeppe est situé juste au nord de Hargimont dont il est séparé par la Wamme. C’est à Jemeppe que le ruisseau Hedrée se jette dans la Wamme. 

## Histoire
La carte Ferraris des années 1770, mentionne le village de Jemeppe, et surtout son château (le Château Jemeppe). 
À la fin de l'Ancien Régime Jemeppe est devenue une commune. Cependant celle-ci est déjà dissoute en 1823 pour être intégrée à Hargimont qui lui est immédiatement voisin (au sud de la Wamme). En 1977, Hargimont et Jemeppe font administrativement partie de Marche-en-Famenne.

## Patrimoine
- Le Château Jemeppe est un ancien château fort datant du XIIIe siècle.

- La Chapelle Saint-Christophe, est une ancienne chapelle castrale dont certains éléments datent du XIe siècle.